# Campionati austriaci di ski cross 2025
I Campionati austriaci di ski cross 2025 si sono svolti a Reiteralm l'8 aprile. Il programma ha incluso sia la gara femminile che la gara maschile. 
Trattandosi di competizioni valide anche ai fini del punteggio FIS, vi hanno partecipato anche sciatori di altre federazioni, senza che questo consentisse loro di concorrere al titolo nazionale austriaca.

## Risultati

### Uomini
| Pos. | Atleta            | Nazione  |
| ---- | ----------------- | -------- |
| 1    | Johannes Rohrweck | Austria  |
| 2    | Tristan Takats    | Austria  |
| 3    | Ryuto Kobayashi   | Giappone |
| 4    | Marcus Plank      | Austria  |
| 5    | Adam Kappacher    | Austria  |

### Donne
| Pos. | Atleta               | Nazione     |
| ---- | -------------------- | ----------- |
| 1    | Christina Foedermayr | Austria     |
| 2    | Katrin Ofner         | Austria     |
| 3    | Isabel Hofherr       | Austria     |
| 4    | Lucie Krausova       | Rep. Ceca   |
| 5    | Koko Kawashima       | Giappone    |
| 6    | Fanni Szeghalmi      | Ungheria    |
| 7    | Faith Davie          | Regno Unito |
| 8    | Lena Westermayr      | Austria     |